# Softcatalà
Softcatalà és una associació sense ànim de lucre que té per objectiu fomentar l'ús del català al món de la informàtica, internet i les noves tecnologies. Està formada per estudiants, professionals i usuaris com ara enginyers informàtics, filòlegs, dissenyadors i traductors que fan aquesta feina d'una manera desinteressada.
La idea de Softcatalà va començar a gestar-se l'estiu de 1997. El 2 d'octubre de 1998 es va donar a conèixer públicament amb el navegador web en català 4.04, fruit de gairebé un any de treball, que era la traducció al català del conegut navegador Netscape, el Communicator 4.04, en versió per a Windows en 32 bits.

## Àrees de treball
Softcatalà treballa en els àmbits següents:
- Organitzar el desenvolupament, la traducció i la distribució de programari en català.
- Catalanitzador de Softcatalà[5]
- Crear les eines necessàries, tant informàtiques com lingüístiques (documents tècnics, reculls de termes, guies d'estil,[6] memòries de traducció, etc.), per tal que qualsevol usuari pugui fer traduccions al català i els desenvolupadors puguin adaptar els seus programes al català.[7]
- Crear un punt de trobada per a tots els usuaris i usuàries que cerquen productes en català, necessiten ajuda tècnica o, simplement, volen intercanviar experiències.
- Donar a conèixer als usuaris de parla catalana les noves tecnologies en la seva llengua, com ara el GNU/Linux, el programari lliure i altres iniciatives.[8]

## Història
Softcatalà va néixer l'any 1997 com un grup d'usuaris amb l'objectiu de millorar la presència del català a les noves tecnologies. Des dels seus inicis, Softcatalà ha traduït, provat i donat difusió a la versió catalana dels navegadors Netscape, amb el nom del Navegador primer i més recentment sota el nom del projecte lliure Mozilla, que produeix el paquet per a internet que inclou el navegador Firefox i el programa de correu Thunderbird.
L'any 2000 va començar el procés de traducció del paquet ofimàtic OpenOffice amb el suport de Sun Microsystems, actualment LibreOffice. També tradueix altres opcions ofimàtiques, com ara el processador de textos AbiWord i el gestor de fulls de càlcul Gnumeric.
L'any 2001 va iniciar una col·laboració amb el cercador Google que va permetre traduir al català la interfície d'aquest cercador i més endavant participar en l'adaptació del motor de cerca de pàgines en català. En l'àmbit de GNU/Linux, ha participat en la seva popularització, en la traducció de l'entorn GNOME, i de les eines de configuració i instal·lació de les distribucions Mandriva i Fedora Core.
Des dels seus inicis, Softcatalà ha apostat per la creació de recursos lingüístics lliures com ara el Recull de termes (un glossari amb més de 1500 termes anglès/català habituals en la traducció de programari), la Guia d'estil de traducció de programari, una memòria de traducció amb més de 180.000 entrades que recull les principals traduccions que ha desenvolupat Softcatalà, i un corrector ortogràfic que és avui dia l'estàndard en català per la majoria de programes lliures. Durant aquest temps, ha col·laborat amb el centre de terminologia TERMCAT en l'estandardització de nous termes al català relacionats amb les noves tecnologies.
El 23 d'abril de 2002 va impulsar un manifest amb el suport d'algunes de les entitats més representatives del país per a demanar l'adopció del programari lliure i els estàndards oberts per part de l'administració pública a Catalunya. Durant tres anys va organitzar les Jornades sobre el català a les noves tecnologies que serveixen de marc d'intercanvi de tots aquells que treballen en el sector del català a les noves tecnologies.
L'eix vertebrador de la comunitat Softcatalà ha estat el seu lloc web, que conté un directori on es troben classificats i es poden descarregar més de 150 programes traduïts al català (el 2012 va superar les 800.000 baixades), notícies i articles d'opinió i fòrums de suport on els usuaris poden interaccionar entre ells per a resoldre els seus dubtes.